# Museen in Berlin

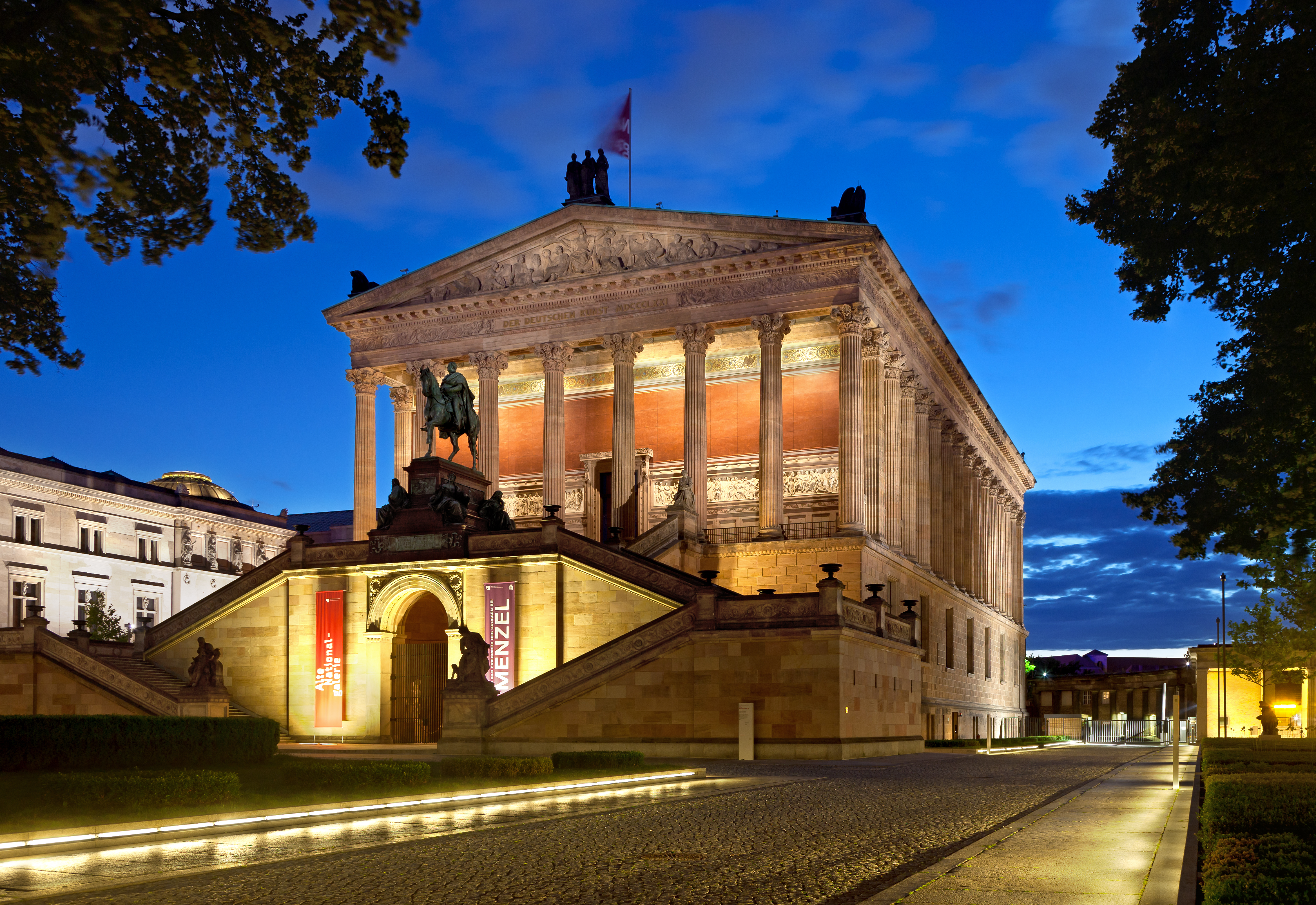
Die Alte Nationalgalerie auf der Museumsinsel, UNESCO-Weltkulturerbe

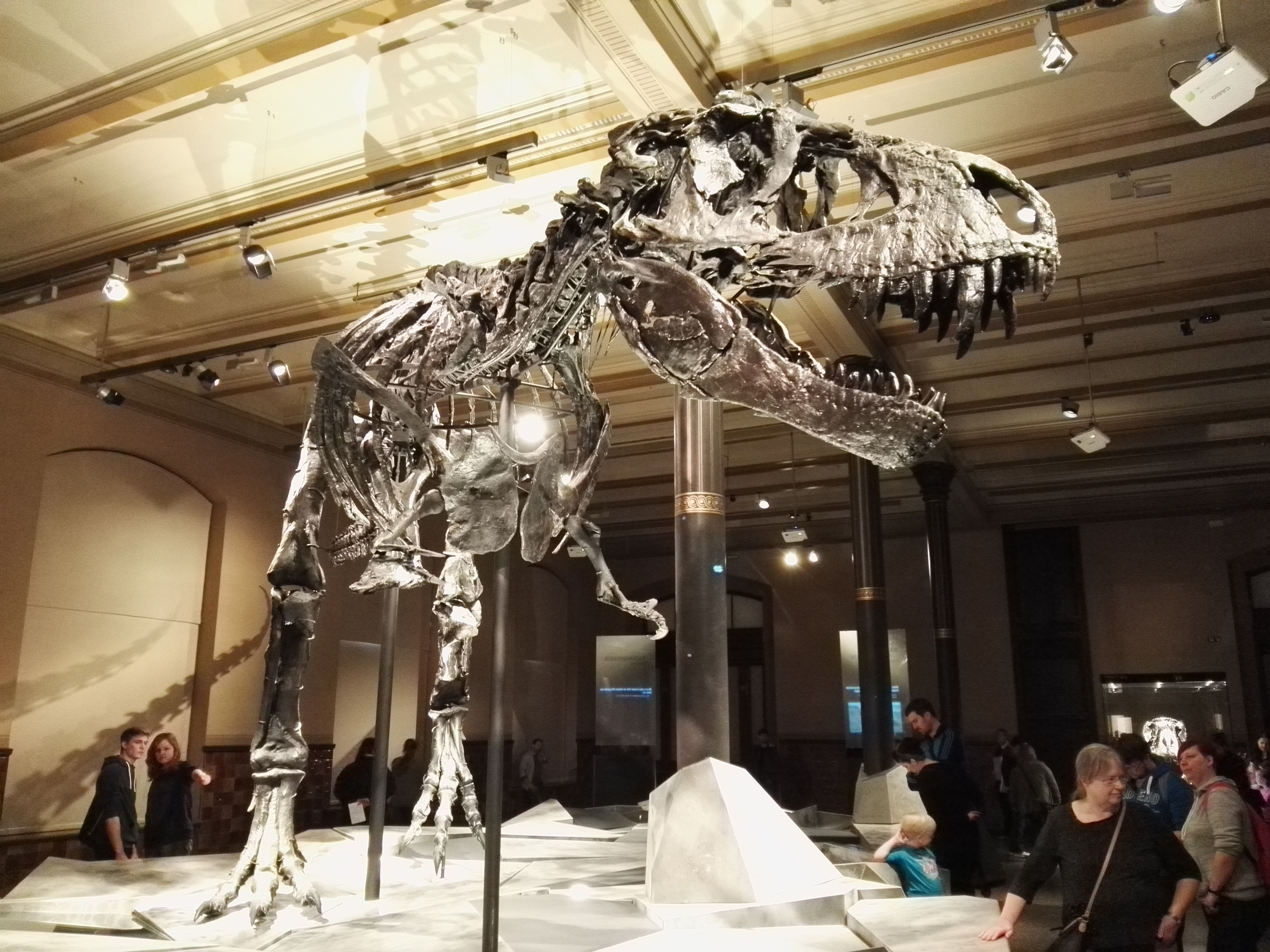
Tyrannosaurus rex im Museum für Naturkunde

Die Berliner Museen gehören zu den bekanntesten Kulturgütern der deutschen Hauptstadt. Museen in Bundes-, Landes- oder Kommunalbesitz werden von öffentlichen Vereinen und Stiftungen als Museumsträger betrieben. Zentren der Museen und Sammlungen sind die Museumsinsel in Mitte und das Kulturforum in Tiergarten.
Insgesamt existieren in Berlin über 175 Museen und Sammlungen im Jahr 2025. Die Gesamtbesucherzahl beträgt jährlich über 12 Millionen. Zu den meistbesuchten Museen zählen das Humboldt Forum, das Naturkundemuseum, das Futurium und das Jüdische Museum.
Außer den 17 Staatlichen Museen zu Berlin (Stiftung Preußischer Kulturbesitz) und den fünf Museen der Stiftung Stadtmuseum Berlin gibt es zahlreiche weitere landeseigene Museen sowie Heimatmuseen der verschiedenen Berliner Ortsteile. Auch zahlreiche privat betriebene Museen tragen dazu bei, dass Berlin als ein weltweit herausragender Museumsstandort gilt.

## Weltkulturerbe-Museen auf der Museumsinsel
Das Bauensemble auf der von Spree und Kupfergraben mit begleitender Straße Am Kupfergraben umflossenen Museumsinsel wurde 1822 von Karl Friedrich Schinkel im Stil des Klassizismus in Anlehnung an die antike Tempelarchitektur entworfen. Bereits seit 1830 besteht das Alte Museum am Lustgarten, 1843 bis 1855 entstand das Neue Museum, 1897 bis 1904 folgte als Kaiser-Friedrich-Museum das heutige Bode-Museum und schließlich seit 1907 das heutige Pergamonmuseum, das bei seiner Eröffnung 1930 das heutige Vorderasiatisches Museum, das Museum für Islamische Kunst, die Antikensammlung und das Deutsche Museum vereinte.

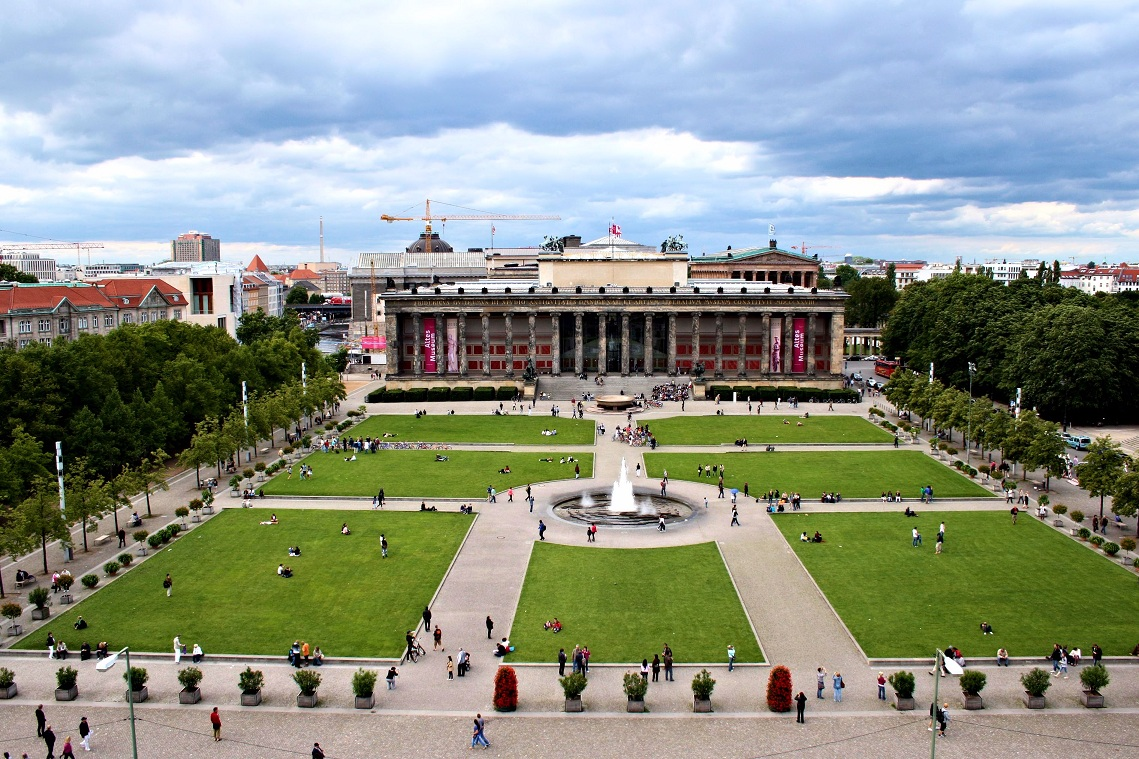
Altes Museum
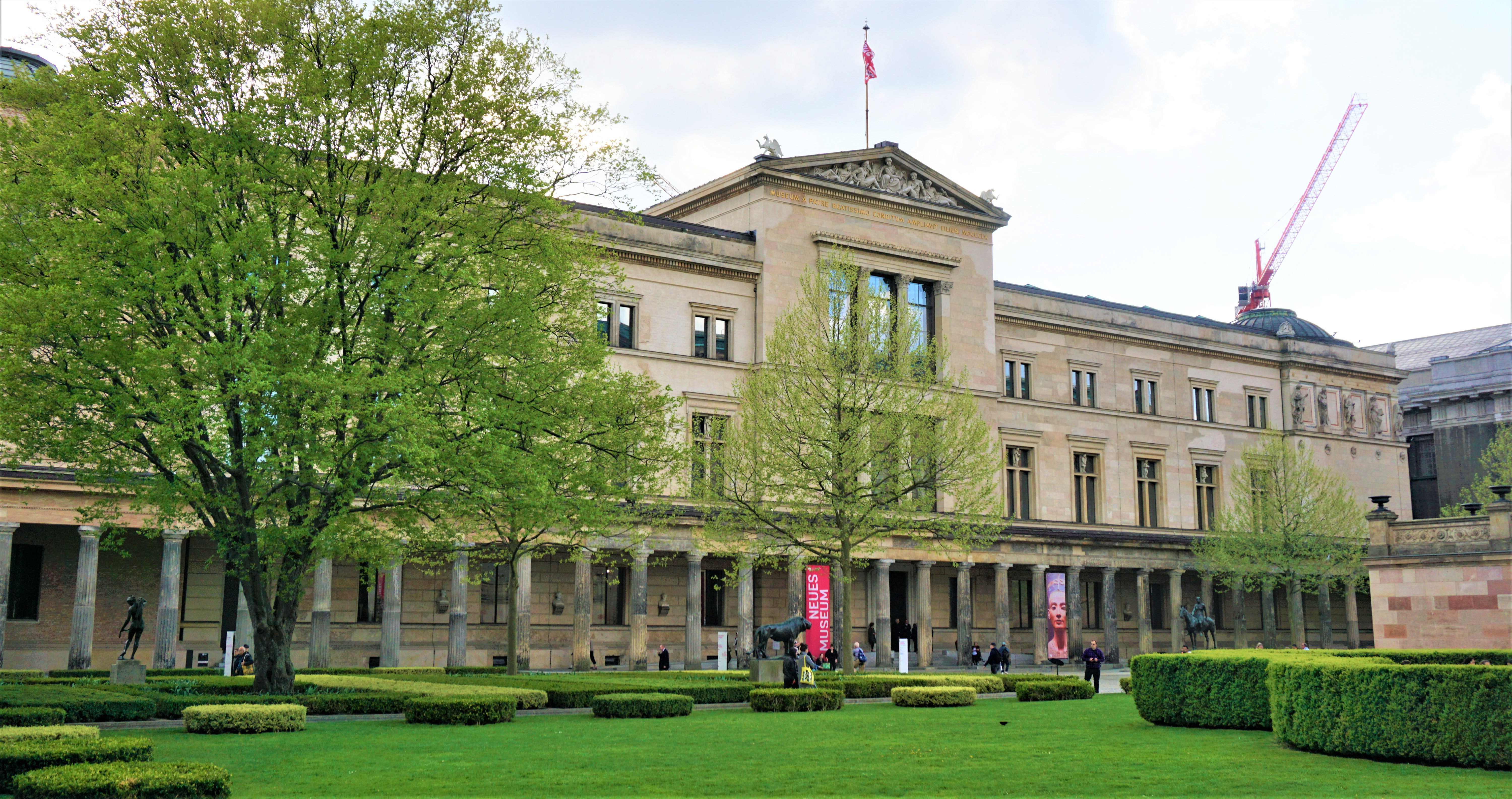
Neues Museum
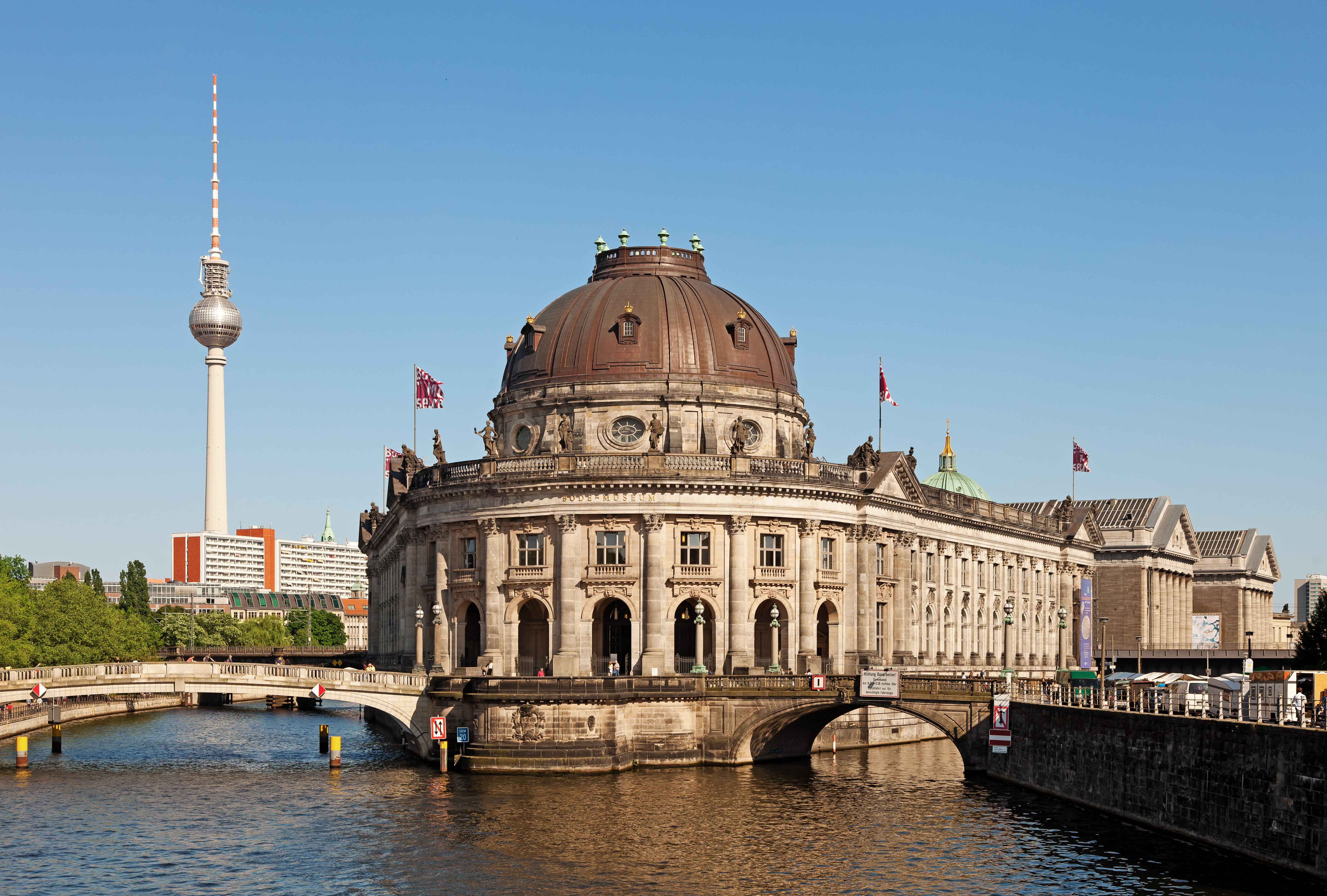
Bode-Museum
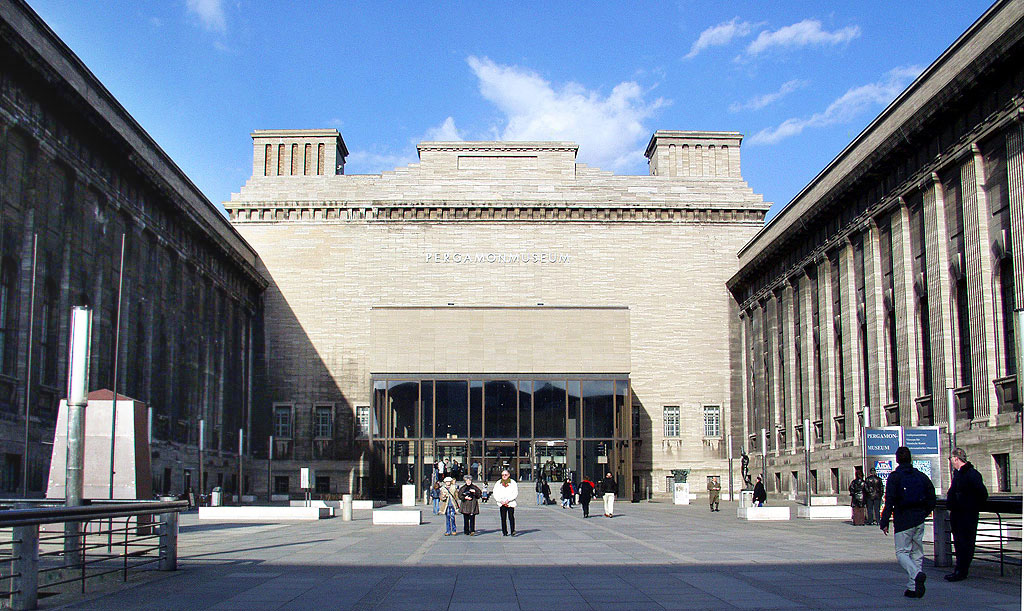
Pergamonmuseum

Unter dem von 1880 bis 1905 amtierenden Generaldirektor Richard Schöne, dem ersten Bürgerlichen auf diesem Posten, und seinem von 1905 bis 1920 amtierenden Nachfolger Wilhelm von Bode gelangten die Königlichen Sammlungen und dann nach 1918 als Staatliche Museen zu Berlin zu Weltgeltung.
Die im Bode-Museum teilweise zu sehende Gemäldegalerie gilt neben der Londoner National Gallery als bedeutendste systematische Sammlung der nachantiken Malereigeschichte, die Skulpturensammlung hat einen vergleichbaren Rang. Die Antikensammlung besitzt so einmalige Schätze wie den namengebenden Pergamonaltar (180–160 v. Chr.), Weihegeschenk der kleinasiatischen Stadt Pergamon an Zeus und Athene, und das um 165 n. Chr. entstandene Markttor von Milet. Hinzu kommen wertvolle griechische und römische Plastiken. Das Vorderasiatische Museum verfügt über eindrucksvolle Denkmäler der neubabylonischen Baukunst, darunter das Ischtar-Tor der Stadtmauer Babylons und andere Objekte aus der Zeit von Nebukadnezar II. (6. Jahrhundert v. Chr.). Das wertvollste Stück des Museums für Islamische Kunst ist die Mschatta-Fassade.
Der Gebäudekomplex der Museumsinsel wurde 1999 in die UNESCO-Liste des Weltkulturerbes aufgenommen.

## Herausragende Museen (Auswahl)

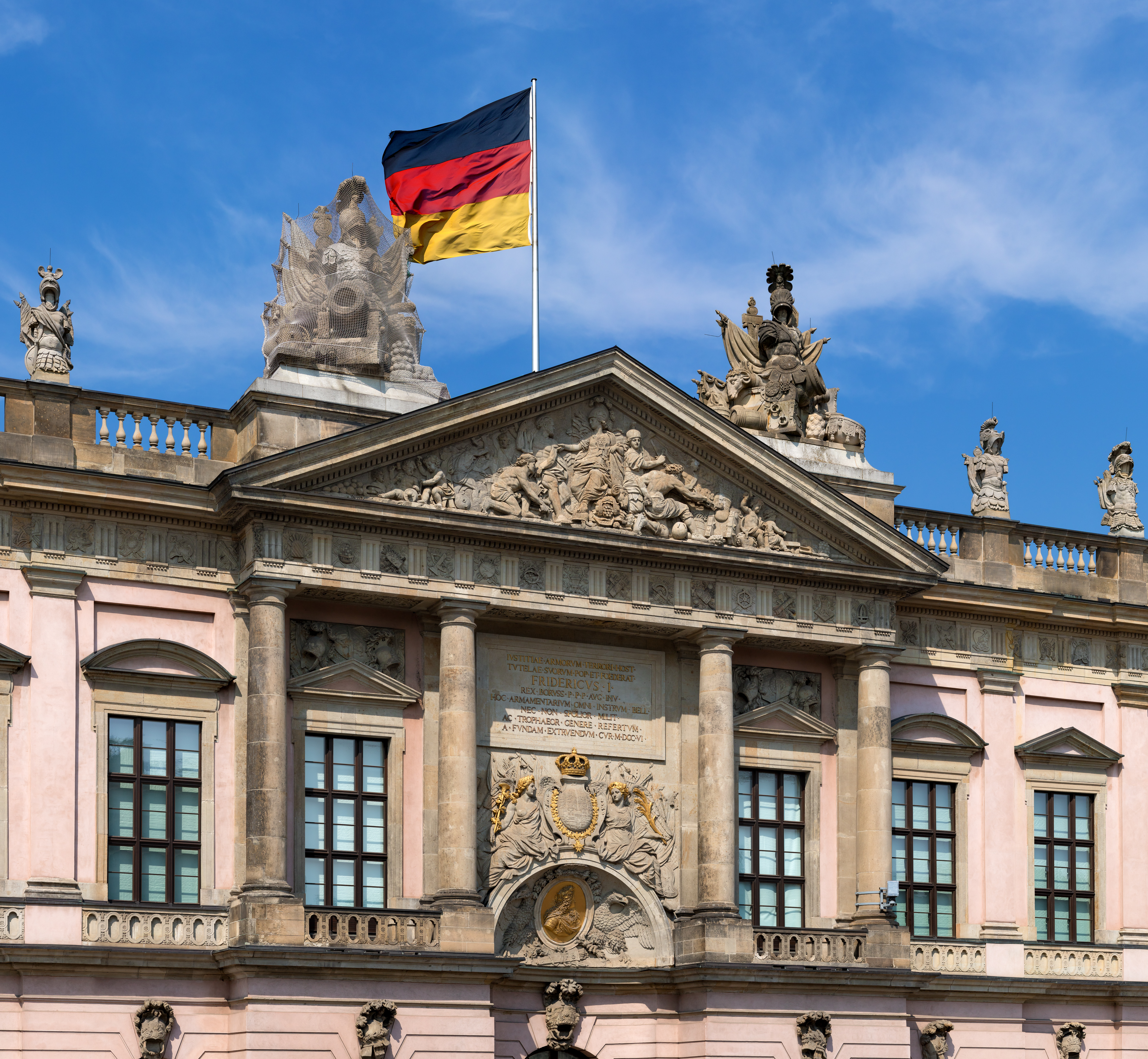
Fassade des Deutschen Historischen Museums

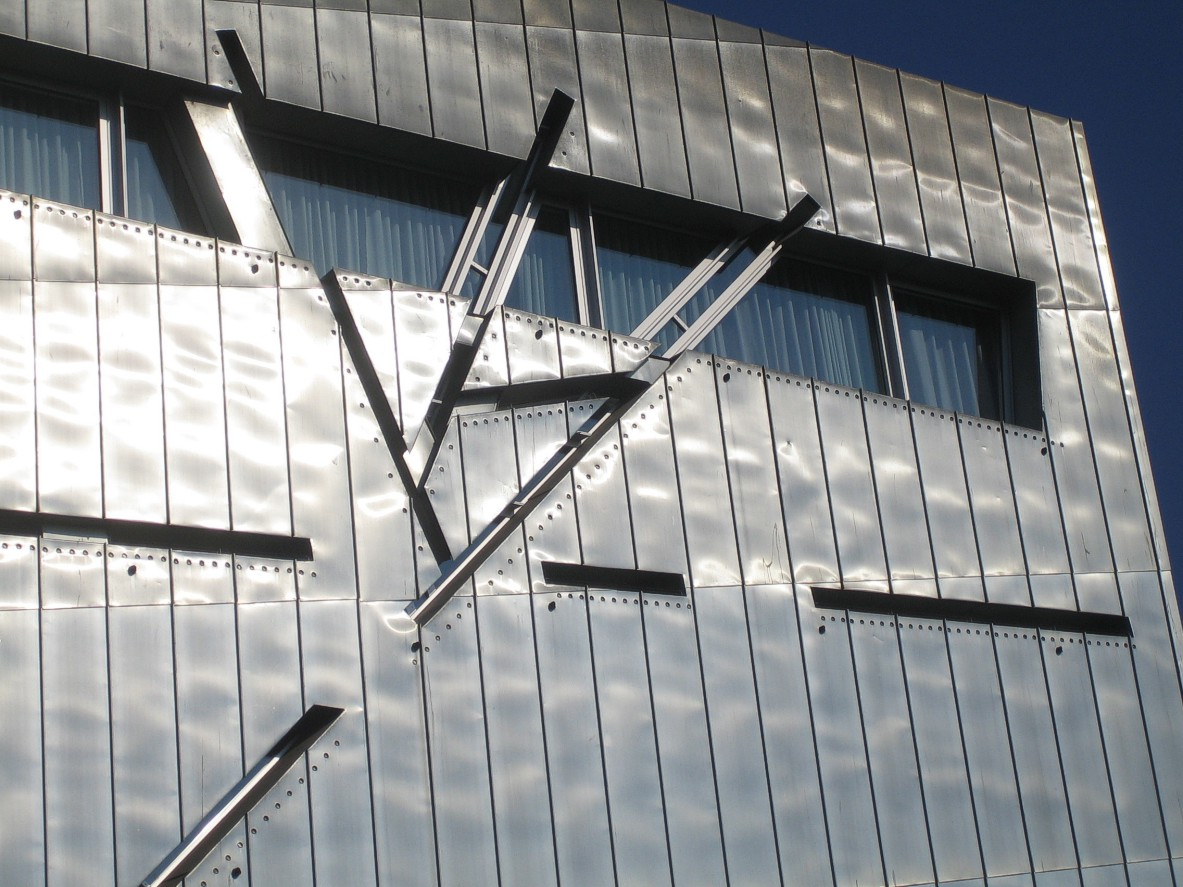
Detail der Fassade des Jüdischen Museums

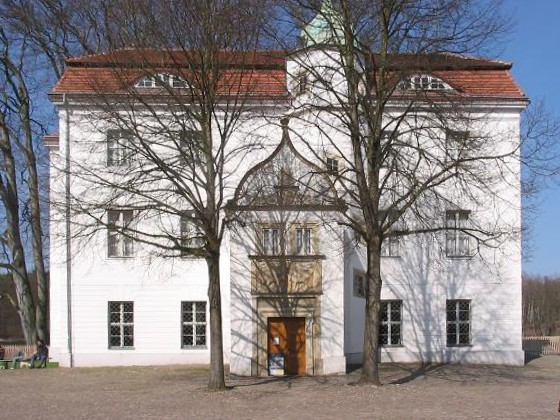
Jagdschloss Grunewald

Von Weltrang hinsichtlich Bedeutung und Sammlungsumfang ist auch das Museum für Naturkunde, kurz „Naturkundemuseum“ genannt. Es ist 1945 aus drei ursprünglich eigenständigen Museen hervorgegangen, dem Zoologischen Museum der Friedrich-Wilhelms-Universität zu Berlin (heute: Humboldt-Universität), dem Paläontologischen Museum und dem Mineralogischen Museum. Etwa 30 Millionen naturhistorische Objekte werden in den Sammlungen des Museums verwahrt.
Das Deutsche Historische Museum im ehemaligen Zeughaus vermittelt einen umfassenden Überblick über die deutsche Geschichte, die durch einzigartige Originalexponate veranschaulicht wird. Es wurde 1987 anlässlich der 750-Jahr-Feier Berlins im Reichstagsgebäude gegründet und zog nach der Wiedervereinigung in das Gebäude des ehemaligen Museums für Deutsche Geschichte.
Das 1968 errichtete Gebäude der Neuen Nationalgalerie wurde nach Plänen von Mies van der Rohe konzipiert. Dort zeigte im Jahre 2004 das New Yorker Museum of Modern Art (MoMA) über 200 seiner wichtigsten Werke. Die Gemäldegalerie am Kulturforum in der Nähe des Potsdamer Platzes wurde 1998 eröffnet. Sie beherbergt mit etwa 2700 Gemälden vom Mittelalter bis Anfang des 19. Jahrhunderts eine der bedeutendsten Sammlungen europäischer Kunstgeschichte.
Das Museum für Gestaltung, das von Walter Gropius entworfene Bauhaus-Archiv, dokumentiert die Bedeutung der zwischen 1919 und 1933 errichteten gleichnamigen Hochschule für die Entwicklung von Architektur und Design.
Das Jüdische Museum in Kreuzberg wurde 1999 eröffnet. Es zeigt seit September 2001 eine ständige Ausstellung zu 2000 Jahren jüdisch-deutscher Geschichte. Der Grundriss des nach Plänen des Architekten Daniel Libeskind errichteten Gebäudes erinnert an einen geborstenen Davidstern. Die 1975 gegründete Berlinische Galerie zeigt eine Ausstellung Berliner Kunst seit Ende des 19. Jahrhunderts. Die Galerie war sieben Jahre lang geschlossen und wurde erst 2004 in Kreuzberg neu eröffnet. In der Neuen Synagoge in der Oranienburger Straße in Berlin-Mitte befindet sich das Centrum Judaicum.
Das Brücke-Museum in Zehlendorf bietet einen Einblick in das Schaffen der expressionistischen Künstlergruppe Brücke, der Maler wie Erich Heckel, Ernst Ludwig Kirchner, Otto Mueller, Karl Schmidt-Rottluff und andere angehörten. Im Charlottenburger Museum Berggruen werden Werke der Klassischen Moderne von Künstlern wie Pablo Picasso, Paul Klee und Henri Matisse, im Bröhan-Museum Ausstellungsstücke über die Kunst der Jahrhundertwende um 1900 ausgestellt. Gegenüber dem Museum Berggruen im östlichen Stülerbau befindet sich die Sammlung Scharf-Gerstenberg mit Werken des Surrealismus.
Am südöstlichen Ufer des Grunewaldsees steht das 1542 im Stil der Renaissance erbaute Jagdschloss Grunewald. Das älteste noch erhaltene Berliner Schloss bekam 1705–1708 durch einen Umbau mit überformenden Stilelementen des Barocks sein heutiges Aussehen. Der Festsaal ist der einzige Berliner Schlosssaal im Renaissancestil. Das Jagdschloss beherbergt eine erlesene Gemäldesammlung mit Werken deutscher und niederländischer Malerei des 15. bis 19. Jahrhunderts, unter anderem zahlreiche Gemälde von Lucas Cranach d. Ä. und Lucas Cranach d. J. In einem Jagdmuseum werden neben einer Trophäensammlung unter anderem reich verzierte Radschlossgewehre und -pistolen des 16. bis 18. Jahrhunderts sowie Hirschfänger gezeigt. Die hochwertigen Jagdwaffen stellen einen Querschnitt europäischer Handfeuer- und Jagdwaffenproduktion des damaligen Büchsenmacher- und Goldschmiedehandwerks dar.
Östlich des Grunewaldes, in Dahlem, befindet sich das Museum Europäischer Kulturen.

## Historische Museen und Gedenkstätten (Auswahl)

### Heimat- und Landesgeschichte

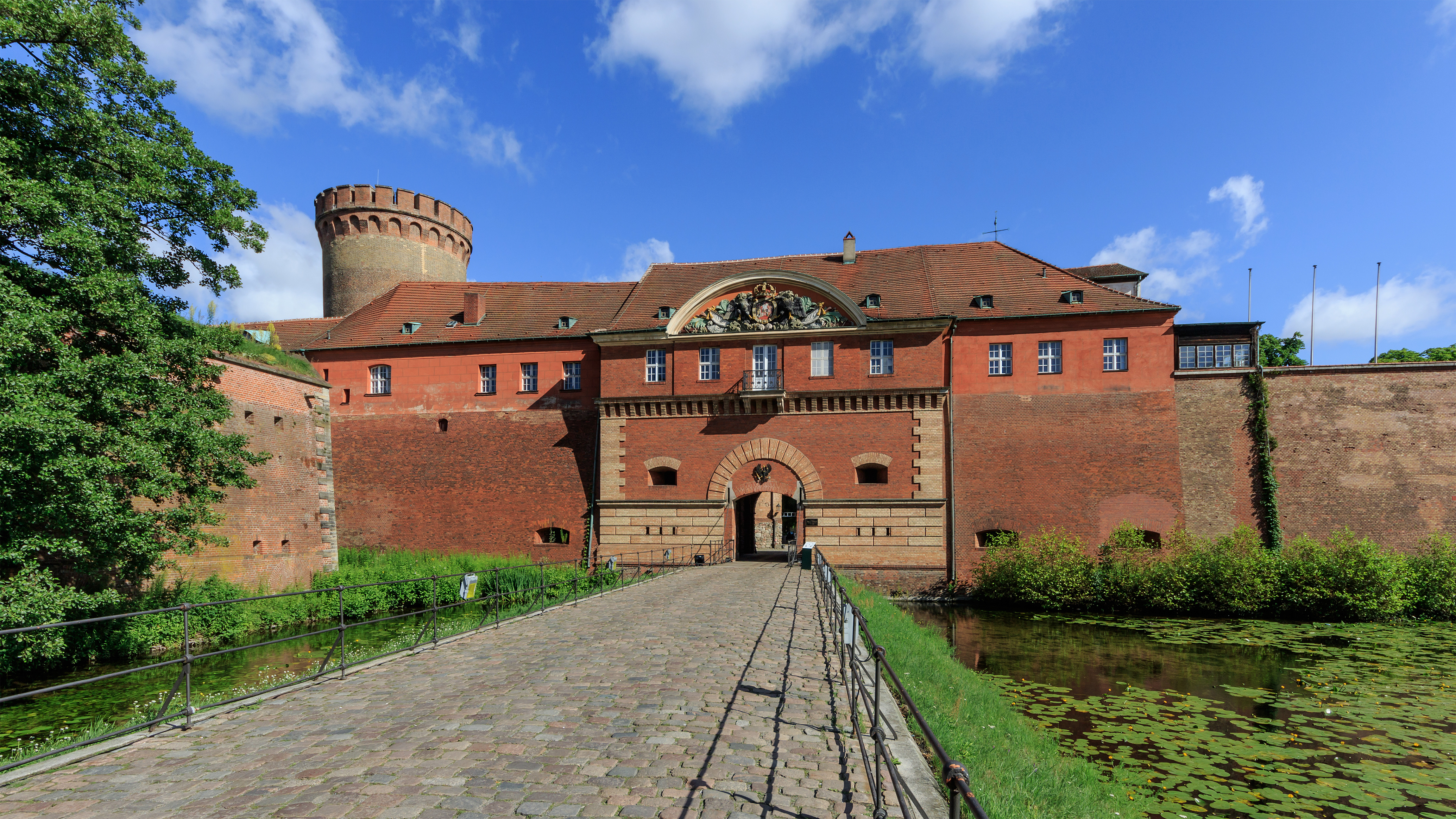
Museum in der Zitadelle Spandau

Jeder Berliner Bezirk verfügt über ein Heimatmuseum (siehe hierzu die interaktive Karte in der Rubrik „Weblinks“).
- Im Schloss Britz werden neben „historischen Räumen mit Wohnkultur der Gründerzeit“ vor allem Wechselausstellungen gezeigt.
- Jagdschloss Grunewald, Museum mit zugleich überregionaler Bedeutung (siehe oben)
- Zitadelle Spandau
- The Story of Berlin – Erlebnisausstellung der Hauptstadt mit originalem Atomschutzbunker, Kurfürstendamm 207/208 („Ku’damm-Karree“, derzeit geschlossen)
- Gründerzeitmuseum im Gutshaus Mahlsdorf (von Charlotte von Mahlsdorf ins Leben gerufen), Hultschiner Damm 333
- Stiftung Stadtmuseum Berlin
- Deutschlandmuseum – interaktive und immersive Erlebnisausstellung zur deutschen Geschichte
- Berliner-Unterwelten-Museum (im U-Bahnhof Gesundbrunnen), Brunnenstraße 105
- Berlin Story Museum – die gesamte Geschichte Berlins in zehn Sprachen, im Berlin Story Bunker, Schöneberger Straße 23a
- Deutsches Spionagemuseum – Museum über die Geschichte der Hauptstadt der Spione, Leipziger Platz 9

### Zeit des Nationalsozialismus
- Denkmal für die ermordeten Juden Europas
- Denkmal für die im Nationalsozialismus ermordeten Sinti und Roma Europas
- Das Denkmal zur Erinnerung an die Bücherverbrennung ist ein Mahnmal vor der Universität mit einer fiktiven Bibliothek
- Museum Berlin-Karlshorst
- Dokumentationszentrum NS-Zwangsarbeit
- Gedenkstätte Deutscher Widerstand
- Gedenkstätte Köpenicker Blutwoche im Gebäude des ehemaligen Amtsgerichtsgefängnisses Berlin-Köpenick, Puchanstraße 12
- Die Gedenkstätte Plötzensee erinnert an die Opfer des Nationalsozialismus im Gefängnis Plötzensee.
- Topographie des Terrors

→ 

### Zeit der Teilung Berlins
Das AlliiertenMuseum schildert anschaulich die Situation in Berlin zu Zeiten des bis zur deutschen Wiedervereinigung geltenden Viermächtestatus, allerdings ausschließlich die Situation in den drei damaligen Westsektoren.

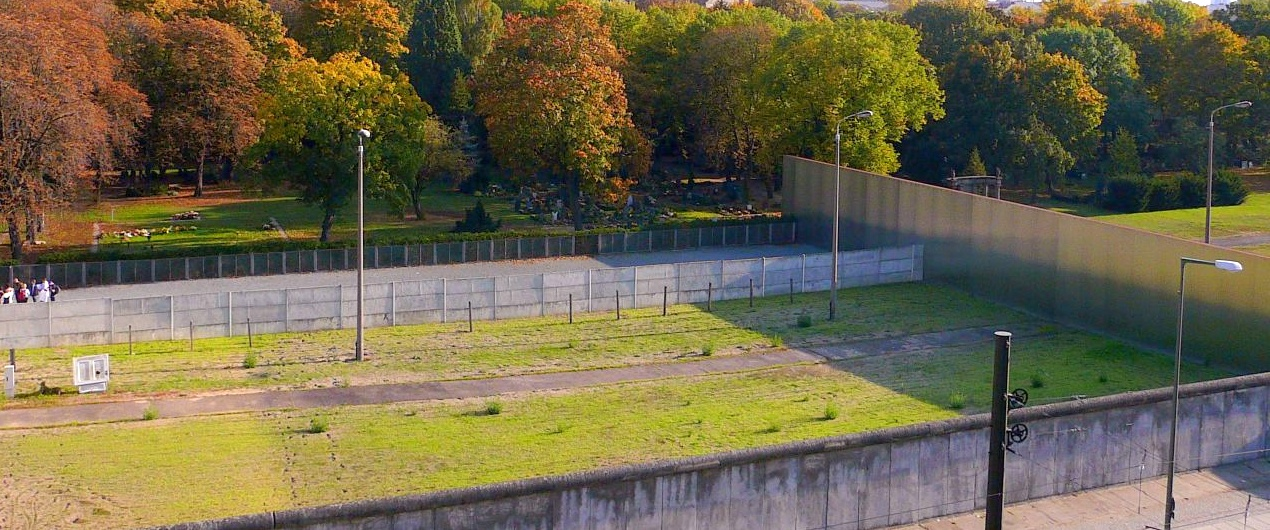
Gedenkstätte Berliner Mauer in der Bernauer Straße

Das Mauermuseum am Checkpoint Charlie zeigt Momente aus der Teilungsgeschichte. Dokumentiert wird die Geschichte der Berliner Mauer, ihres Baues und Falls. Gezeigt werden teilweise spektakuläre Fluchten oder Fluchtversuche und die Menschen, die dahinter stehen. Weitere Abteilungen des Museums dokumentieren in Bild, Ton und Film die Geschichte Berlins im Kalten Krieg, den Aufstand vom 17. Juni 1953 und den weltweiten gewaltfreien Kampf für Menschenrechte.
In der Gedenkstätte Berliner Mauer wird ein ehemaliger Grenzstreifen mit einem Teil der Mauer im damaligen Originalzustand gezeigt.
Mit dem Lebensalltag in der DDR befasst sich das gegenüber dem Berliner Dom gelegene DDR-Museum.
In Lichtenberg wurde auf dem Areal des früheren Ministeriums für Staatssicherheit der DDR (Stasi) die an die Arbeitsweise der Stasi erinnernde Forschungs- und Gedenkstätte Normannenstraße eingerichtet.
Die Gedenkstätte Berlin-Hohenschönhausen vermittelt ein realistisches Bild von den Haftbedingungen in diesem ehemaligen Stasi-Untersuchungsgefängnis.
Der Verein West Alliierte in Berlin e. V. zeigt die Geschichte der drei West-Alliierten und ihrer zivilen Angestellten in Berlin von 1945 bis 1994.

## Museen für Kunst- und Kulturgeschichte (Auswahl)

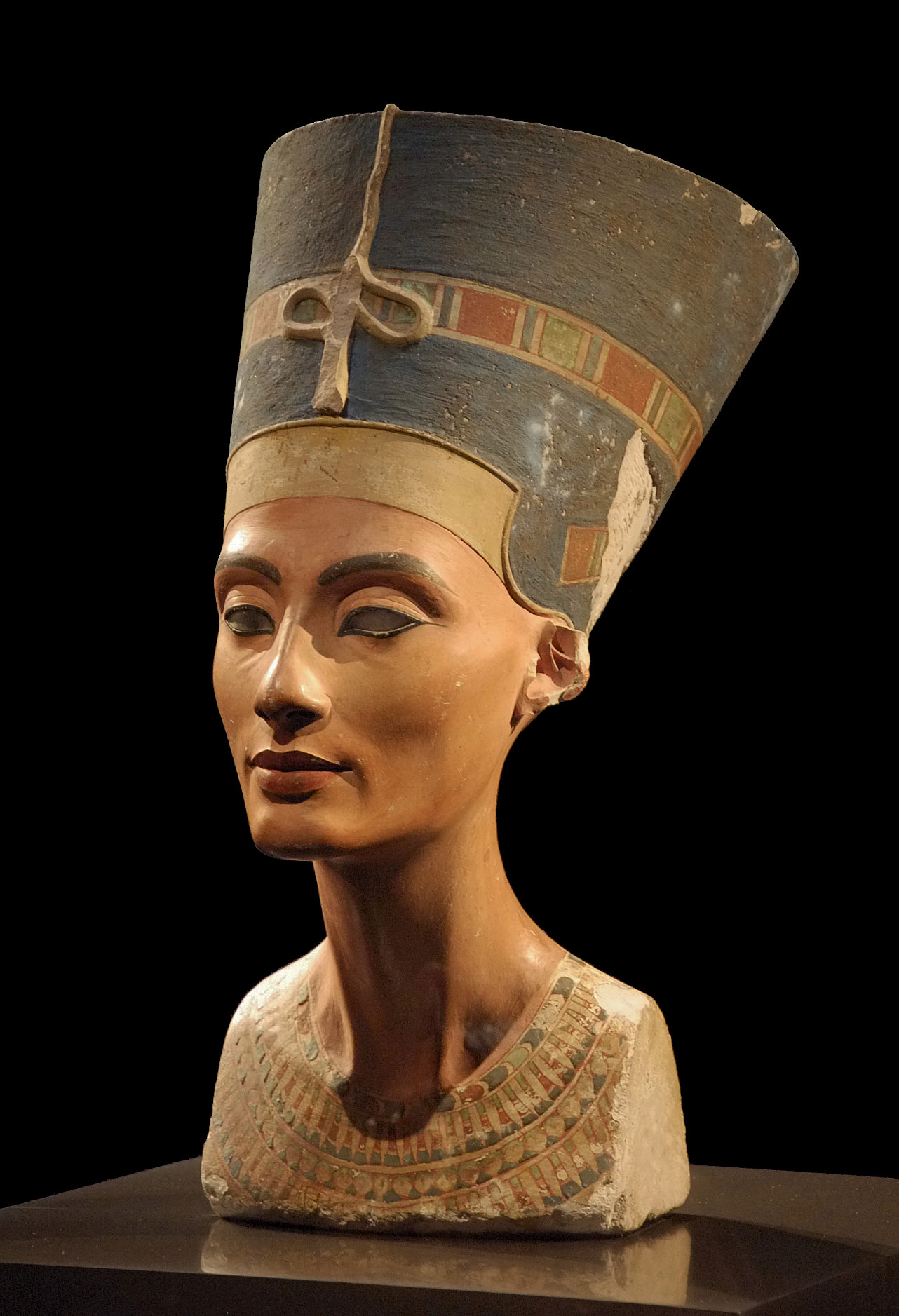
Büste der Königin Nofretete

### Staatliche Museen zu Berlin
Unter dem Dach der Stiftung Preußischer Kulturbesitz sind die 17 Staatlichen Museen zu Berlin und das Musikinstrumenten-Museum des Staatlichen Instituts für Musikforschung organisiert:
- Berlin-Mitte
  - Museumsinsel
    - Altes Museum (Antikensammlung)

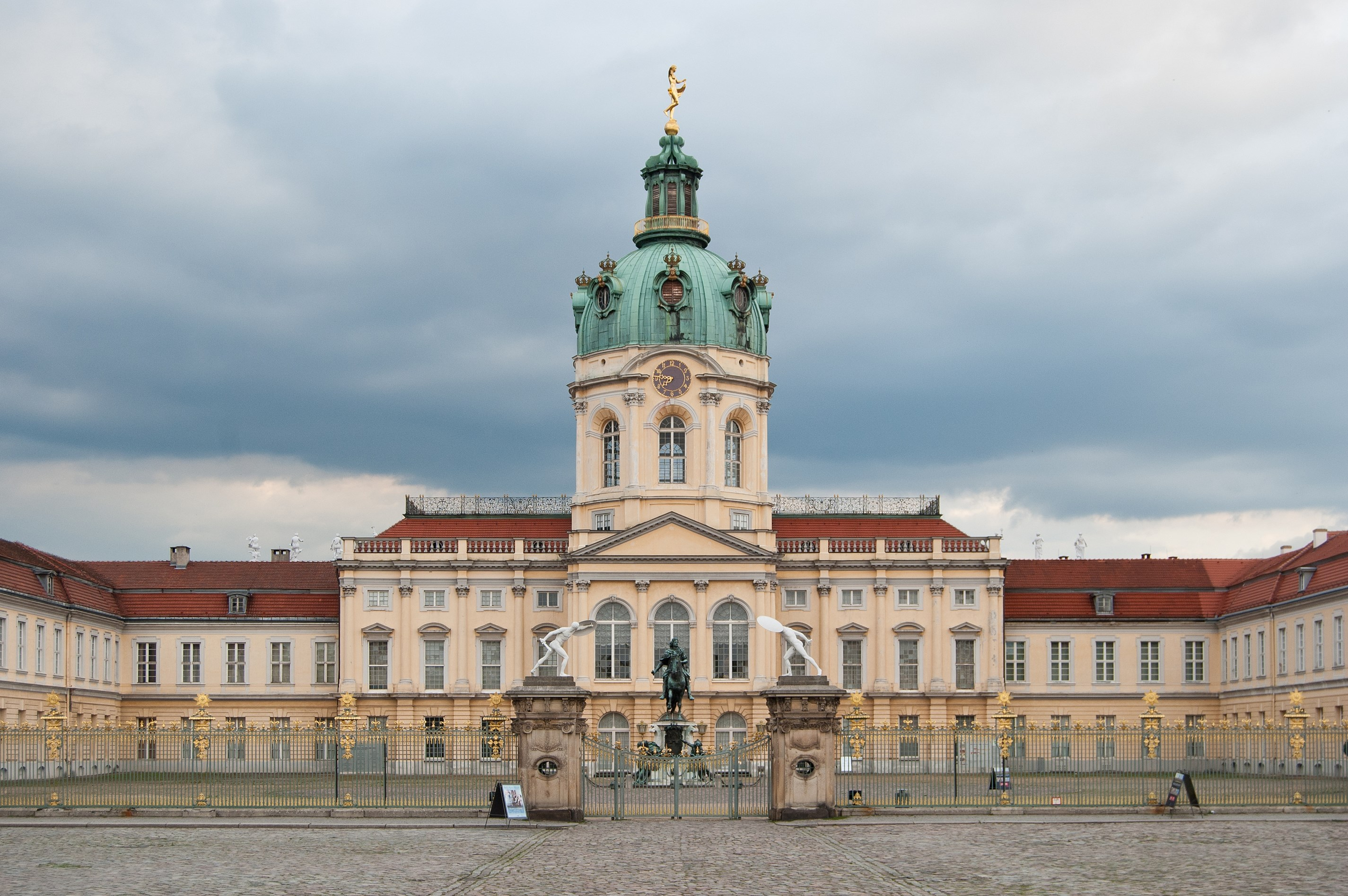
Schloss Charlottenburg

    - Neues Museum (Museum für Vor- und Frühgeschichte und Ägyptischen Museum mit Papyrussammlung [Kunst- und Kulturdenkmäler aus dem Ägypten der Pharaonen; zu den berühmtesten Ausstellungsstücken zählt die Büste der Königin Nofretete aus der 18. Dynastie, um 1340 v. Chr.])
    - Bode-Museum (Münzkabinett und Skulpturensammlung und Museum für Byzantinische Kunst)
    - Pergamonmuseum (Antikensammlung, Museum für Islamische Kunst, Vorderasiatisches Museum)
    - Alte Nationalgalerie

  - Humboldt Forum
    - Ethnologisches Museum mit Berliner Phonogramm-Archiv
    - Museum für Asiatische Kunst

  - Friedrichswerdersche Kirche
- Berlin-Tiergarten
  - Kulturforum am Potsdamer Platz:
    - Gemäldegalerie
    - Kunstbibliothek
    - Kunstgewerbemuseum, 1867 als erstes seiner Gattung in Deutschland gegründet, seit 1985 im Gebäude am Kulturforum beheimatet. Die Sammlung enthält europäisches Kunsthandwerk vom Mittelalter bis zur Gegenwart (unter anderem Teile des Welfenschatzes, das Lüneburger Ratssilber, italienische Majolika und Meißner Porzellan). Ein Teil der Sammlung wird in Schloss Köpenick präsentiert.
    - Kupferstichkabinett
    - Neue Nationalgalerie
    - Musikinstrumenten-Museum Berlin

  - Hamburger Bahnhof – Museum für Gegenwart: Es sind Werke unter anderem von Joseph Beuys, Anselm Kiefer, Roy Lichtenstein, Richard Long, Andy Warhol und Cy Twombly ausgestellt. Die Bestände setzen sich aus Exponaten der Nationalgalerie und der Sammlung Marx zusammen. In den angegliederten Rieckhallen sind Exponate aus der Kunstsammlung von Friedrich Christian Flick zu sehen. Zudem führt das Museum wechselnde Ausstellungen durch.
- Berlin-Dahlem (Museumszentrum Dahlem)
  - Museum Europäischer Kulturen

- Berlin-Charlottenburg

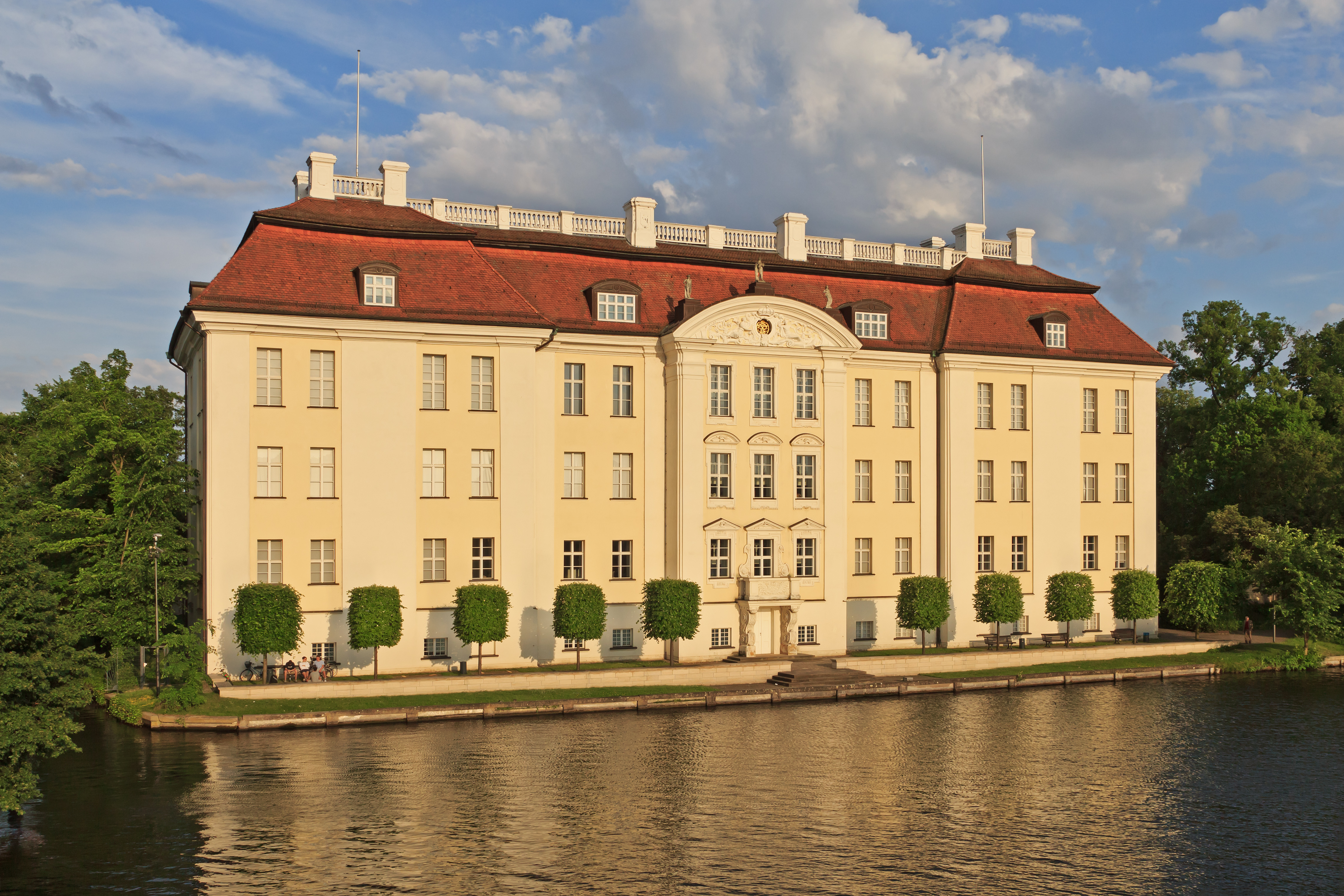
Schloss Köpenick

  - Das Schloss Charlottenburg selbst gehört der Stiftung Preußische Schlösser und Gärten Berlin-Brandenburg. Dort befinden sich Ausstellungsräume zur Geschichte der Hohenzollern und eine Gemäldesammlung. In der Orangerie finden Wechselausstellungen statt. Im Schlossgarten befinden sich unter anderem das 1788 von Carl Gotthard Langhans erbaute Teehaus Belvedere mit wertvoller Porzellansammlung sowie der 1824/1825 als neapolitanische Villa errichtete Neue Pavillon mit Meisterwerken von Karl Friedrich Schinkel (daher auch Schinkelpavillon genannt).
  - Museum Berggruen (Sammlung Heinz Berggruen)
  - Sammlung Scharf-Gerstenberg – Werke des Surrealismus
  - Museum für Fotografie (mit Helmut-Newton-Stiftung)
- Berlin-Köpenick
  - Schloss Köpenick ist das zweite Haus des Kunstgewerbemuseums der Staatlichen Museen zu Berlin. In Köpenick sind vor allem Werke aus Renaissance, Barock und Rokoko ausgestellt.

### Stiftung Stadtmuseum Berlin

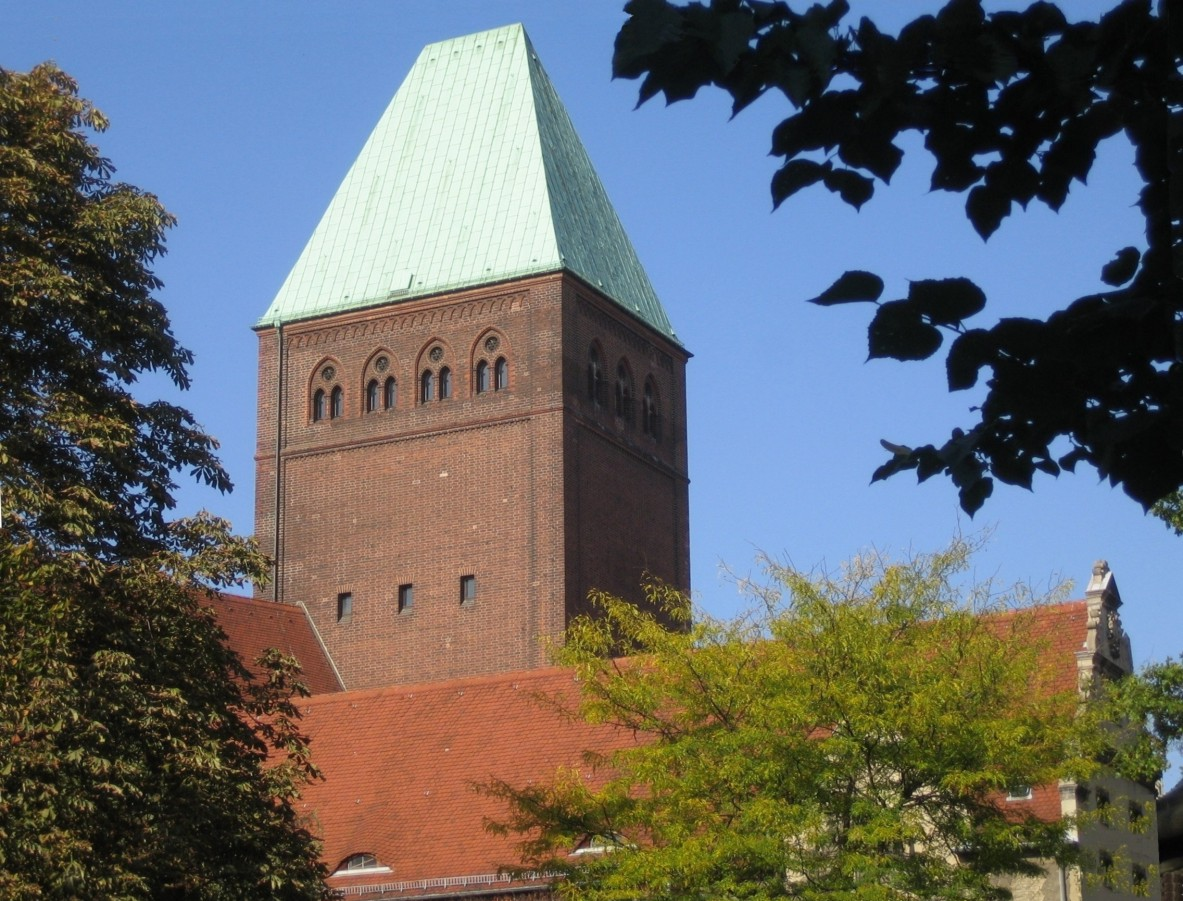
Turm des Märkischen Museums

Die Stiftung Stadtmuseum Berlin, eine Stiftung öffentlichen Rechts, betreibt als Landesmuseum für Kultur und Geschichte Berlins fünf Museumshäuser:
- Nikolaikirche
- Märkisches Museum
- Ephraim-Palais
- Knoblauchhaus
- Museumsdorf Düppel

### Universitäre Museen und Sammlungen
- Abgusssammlung Antiker Plastik der Freien Universität Berlin, Schloßstraße 69b, Charlottenburg
- Berliner Medizinhistorisches Museum, auf dem Gelände der Charité, Schumannstraße 20/21 (Gemeinsame Einrichtung von Freier Universität Berlin und Humboldt-Universität zu Berlin)

### Kunstmuseen

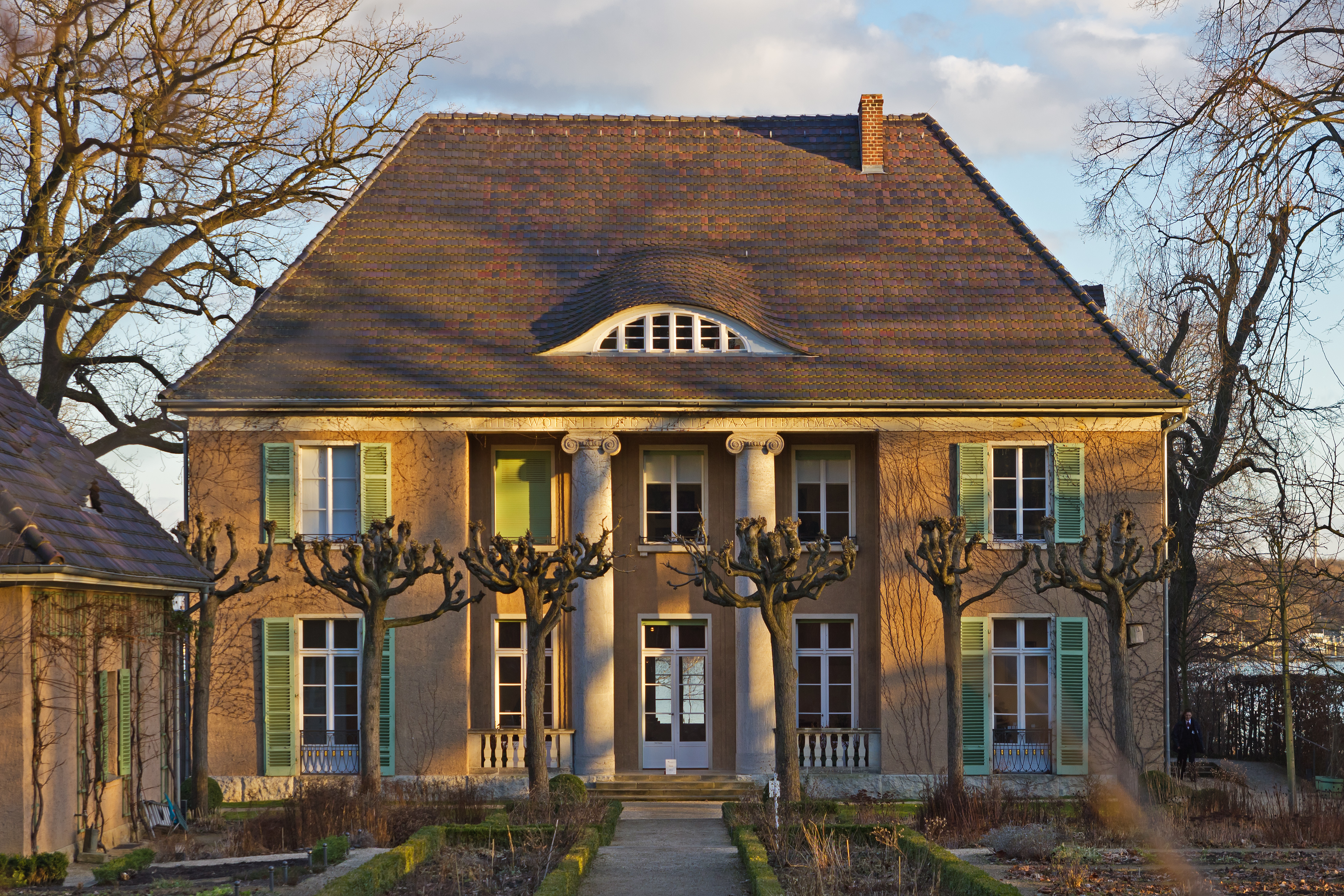
Liebermann-Villa

- Berlinische Galerie in der Alten Jakobstraße in Kreuzberg
- Bröhan-Museum, Landesmuseum für Jugendstil, Art déco und Funktionalismus, Schloßstraße 1a in Charlottenburg
- Brücke-Museum in Dahlem, Gemälde und Skulpturen der Künstlergruppe Brücke, Gebäude von Werner Düttmann 1963
- Dalí – Die Ausstellung am Potsdamer Platz, Museum mit Dauerausstellung, Leipziger Platz 7 in Mitte
- Museum der Stille, Linienstraße 154a
- Georg Kolbe Museum in der Sensburger Allee 25/26 in Westend
- Heinrich-Zille-Museum in der Propststraße 11 in Mitte (Nikolaiviertel)
- Kurt Mühlenhaupt Museum in der Fidicinstraße 40 in Kreuzberg[1]
- Liebermann-Villa Am Großen Wannsee 42. In der seit 2006 als Museum zugänglichen Sommer-Villa des Malers Max Liebermann werden Gartengemälde, Pastelle und Grafiken des Impressionisten gezeigt. Im Erdgeschoss werden die Geschichte des Hauses und der Familie Liebermanns dokumentiert.
- Käthe-Kollwitz-Museum in der Fasanenstraße 24 in Charlottenburg
- Das Verborgene Museum, Schlüterstraße 70 in Charlottenburg, gegründet 1986, Dokumentation der Kunst von Frauen des frühen 20. Jahrhunderts

## Thematische Museen (Auswahl)

### Architektur

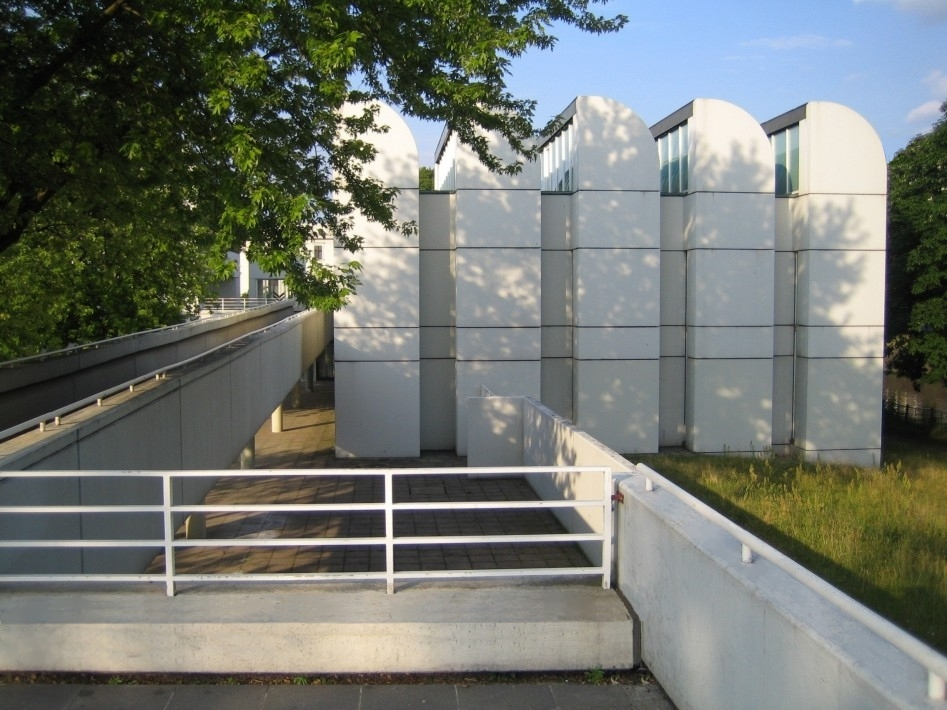
Bauhaus-Archiv, Teilansicht von Westen her

- Bauhaus-Archiv Museum für Gestaltung, Klingelhöferstraße 14d. Das Museum ist seit 1979 in einem eigenen, von Walter Gropius entworfenen Gebäude untergebracht. Die Sammlung konzentriert sich auf die Geschichte, Schule und die Künstler des Bauhauses in Weimar und Dessau von 1919 bis 1933 und seiner Nachfolger in den USA.
- Mies van der Rohe Haus, Oberseestraße 60, Berlin-Lichtenberg
- Architekturmuseum der Technischen Universität Berlin
- Museum für Architekturzeichnung

### Botanik
- Botanischer Garten und Botanisches Museum Berlin (Freie Universität Berlin)
- Hanfmuseum
- Hofgärtnermuseum im Schloss Glienicke

### Digitale Kultur

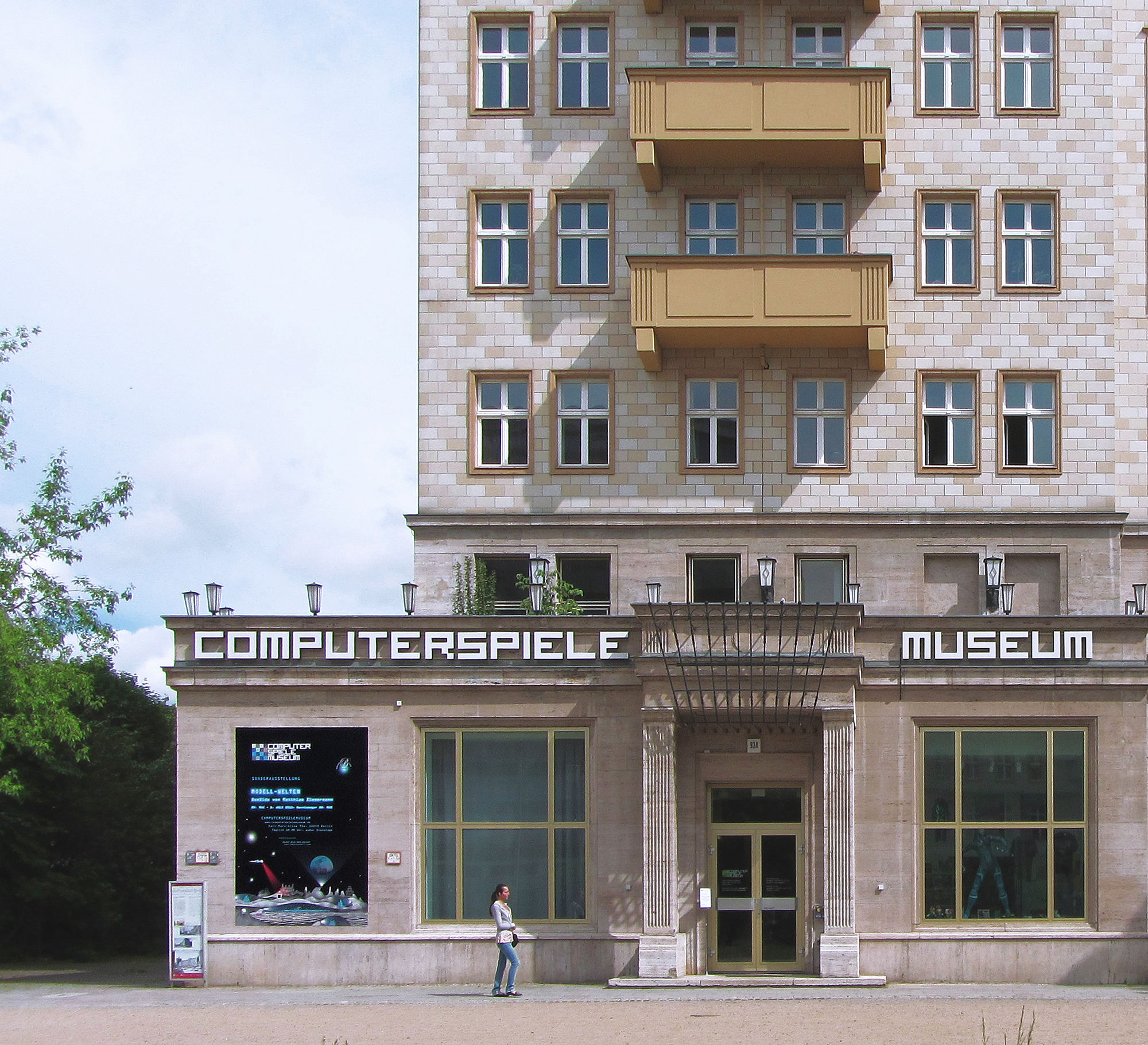
Das Computerspielemuseum Berlin in Berlin-Friedrichshain

- Computerspielemuseum Berlin, Berlin-Friedrichshain
- Deutsches Spionagemuseum, Leipziger Platz, Berlin-Mitte

### Kunstgewerbe und Handwerk

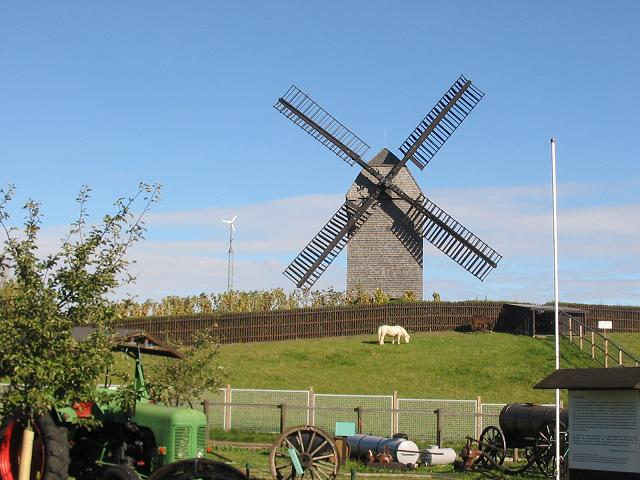
Bockwindmühle in Berlin-Marzahn mit Produktion

- Askania-Welten, Roennebergstraße 3a in Berlin-Friedenau. Uhrenmanufaktur und Ausstellung der feinmechanischen Präzisionsinstrumente der Askania-Werke
- Berliner Handwerksmuseum
- Bockwindmühle Marzahn
- Brauereimuseum Friedrichshagen, Müggelseedamm 164–166
- Britzer Mühle
- Keramik-Museum Berlin
- Zucker-Museum

### Massenmedien

Das Hugenottenmuseum im Turm des Französischen Doms

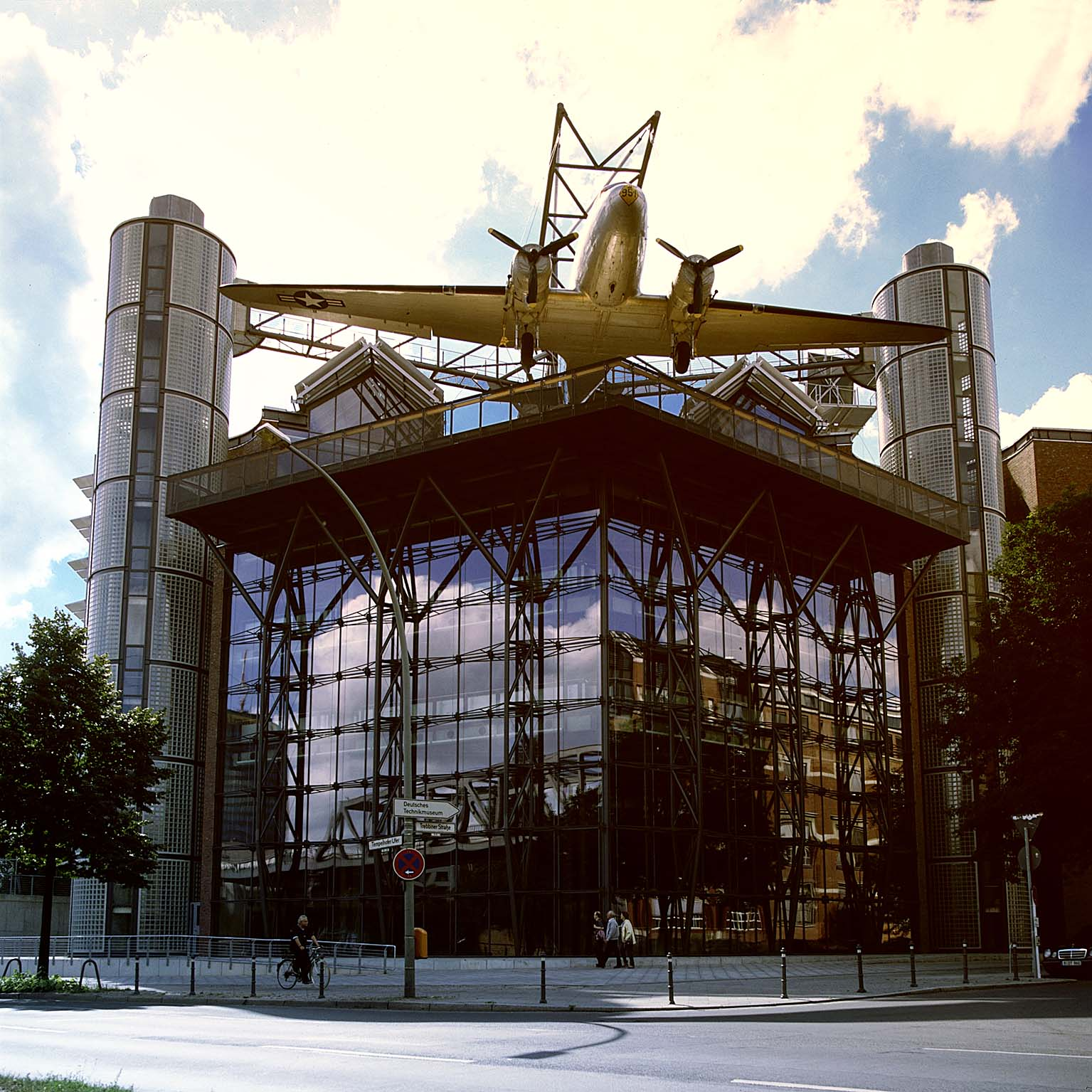
Der Neubau des Deutschen Technikmuseums Berlin

### Verschiedenes

Museum für Fotografie

## Sammlungen (Auswahl)

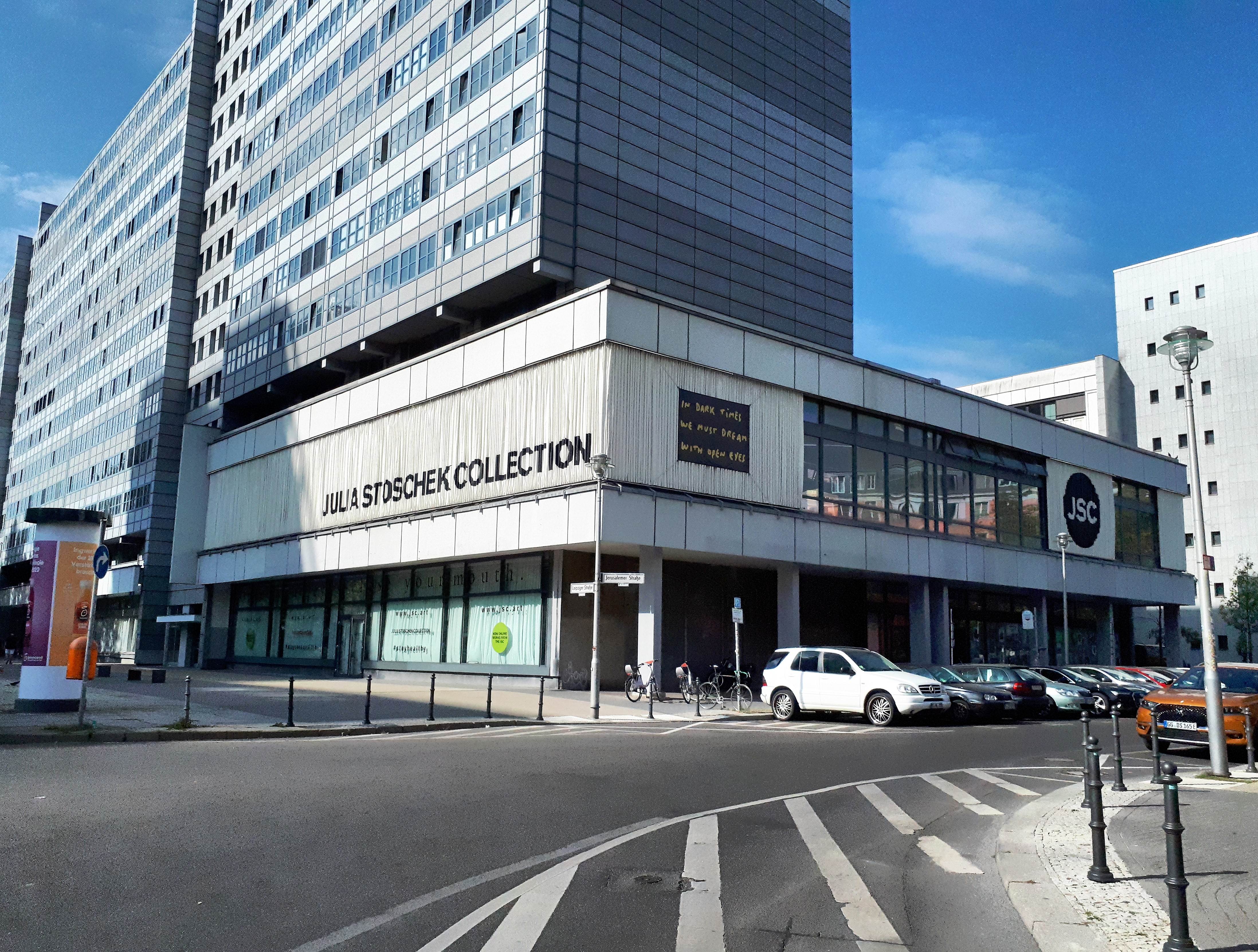
Julia Stoschek Collection